# Jüdische Gemeinde Haigerloch
Die Jüdische Gemeinde Haigerloch war eine über sechs Jahrhunderte bestehende Religionsgemeinschaft in Haigerloch im heutigen Zollernalbkreis in Baden-Württemberg, die während der Zeit des Nationalsozialismus vernichtet wurde. Heute besteht mit dem Gesprächskreis ehemalige Synagoge Haigerloch e. V. ein Verein, der sich mit der Erinnerung und der Geschichte des jüdischen Lebens in Haigerloch beschäftigt.

## Frühe Geschichte
Urkundlich erwähnt ist das jüdische Leben von Haigerloch seit dem Mittelalter. Aus dem Jahr 1346 stammt das Rottenburger Dokument „Vifelin, der Jude von Haigerloch“. Eine Judenverbrennung in Haigerloch am 13. Dezember 1348 ist durch den Konstanzer Domherrn und Chronisten Heinrich von Diessenhofen überliefert, wobei nicht überliefert ist, wie viele Juden hierbei getötet wurden. Der Hintergrund dieser Judenverbrennung ist wahrscheinlich, dass man die Juden für die Pestepidemie verantwortlich machte.
Während des 14. und 15. Jahrhunderts ist jüdische Geschichte in Haigerloch kaum nachweisbar. Nur in Dokumenten zur außerordentlichen Reichssteuer („Krönungssteuer“, „dritter Pfennig“) aus den Jahren 1418, 1433 und 1438 und im „Bickelpergsche Lagerbuch“ aus dem Jahr 1435 mit einem Dokument „Ysac, Jude von Haigerloch“ werden Juden erwähnt.
Erst in der ersten Hälfte des 16. Jahrhunderts bildete sich eine Jüdische Gemeinde, die dauerhaft Bestand hatte. Da viele Juden während der Reformationszeit um 1525 aus den Reichsstädten und aus Württemberg vertrieben wurden, fanden sie gegen ein jährliches Schutzgeld Zuflucht unter anderem bei den Grafen von Hohenzollern, was für diese eine lukrative Einnahmequelle wurde. Der erste bekannte Schutzbrief dieser Art stammt vom 6. Oktober 1534 und wurde von Graf Christoph Friedrich von Zollern ausgestellt. Diese Schutzbriefe waren zeitlich befristet und mussten nach Ablauf ihrer Gültigkeit neu erworben werden. Sie waren an Bedingungen gebunden, so dass nur jeweils ein Kind einer Familie heiraten durfte und dass die Erwerbsmöglichkeiten auf den Handel eingeschränkt wurden. Weitere Schutzbriefe aus den Jahren 1595, 1640, 1688, 1700, 1745, 1780 und 1805 sind ebenfalls für Haigerloch erhalten geblieben.
1587 wurde zum ersten Mal in einer Renteirechnung der jüdische Friedhof der Gemeinde in Weildorf urkundlich erwähnt. Eine Judschule, also eine Synagoge in Haigerloch, wurde das erste Mal 1595 urkundlich erwähnt, wobei über den damaligen Standort nichts bekannt ist. Es war jedoch üblich, dass es sich hierbei um Betsäle in Privathäusern handelte, was bis zum Bau einer Synagoge wohl auch in Haigerloch die Regel war.
Während dieser Zeit war den Juden sowohl der Zugang zu den Zünften als auch der Grunderwerb untersagt, so dass ihnen ausschließlich der Handel als Erwerbsmöglichkeit blieb. Da sie eine wichtige Rolle als Wanderhändler spielten, konnte die Forderung der Haigerlocher Bevölkerung nach einer Aufhebung des Judenschutzes, was eine Vertreibung der jüdischen Bevölkerung zur Folge gehabt hätte, durch den Protest der umliegenden Dörfer nicht durchgesetzt werden. Die Forderung der Haigerlocher Bevölkerung war in der starken Konkurrenz der Juden gegenüber den ansässigen Händlern und der Verschuldung bei den Juden bedingt. Die Dörfer hingegen profitierten durch diesen Wanderhandel, da sie durch die Juden versorgt wurden, die sich auch in Naturalien wie Lebensmittel, Rohstoffe oder Gebrauchsgegenstände bezahlen ließen, also Tauschhandel trieben.
Ende der ersten Hälfte des 18. Jahrhunderts wollte der Fürst Josef Friedrich die Juden aus Haigerloch ausweisen und gab der Bevölkerung diese Zusage. Jedoch wurde 1745 der Schutzbrief erneuert, mit der Begründung, dass sich die Juden untadelig verhalten hätten. Doch trat 1749 ein Heiratsverbot für die Juden in Kraft mit dem Ziel, die Juden biologisch zu dezimieren. Dieses wurde jedoch bald wieder eingeschränkt, da man auf die Schutzgelder nicht verzichten wollte.
1752 wurde durch den Fürsten ein allsonntäglicher Besuch der katholischen Kirche angeordnet, jedoch konvertierten nur drei Familien deswegen zum christlichen Glauben.

## Jüdische Gemeinde im Haag
Die Juden lebten bis 1780 verstreut in Haigerloch, sowohl in der Ober- als auch in der Unterstadt und zu einem großen Teil zur Miete, da ihnen der Grund- und Hauserwerb erschwert oder verboten war. Sie bildeten jedoch eine eigene Gemeinde mit einem vom Fürsten eingesetzten Judenschultheiß oder Barnas als Vorstand.
Im Jahr 1780 wurde durch den Fürsten Karl Friedrich angeordnet, dass alle Juden ohne eigenes Haus ihren Wohnsitz in das Haagviertel zu verlegen hatten. Der Grund hierfür war die Verwertung des verwahrlosten Haagschlößles und die Vorfinanzierung durch die Juden für den Umbau zu Wohnungen und spätere Miete. Jedoch stammten nur vier der zehn Familien, die sich dort ansiedelten, aus Haigerloch. 1795 betrug die Zahl der in der Stadt verbliebenen Familien 22.
Im Schutzbrief von 1780 wurde den Juden das Errichten von weiteren Gebäuden zugestanden. Darauf aufbauend wurden eine jüdische Herberge, ein späteres Armenhaus, und 1785 eine Metzgerei errichtet.

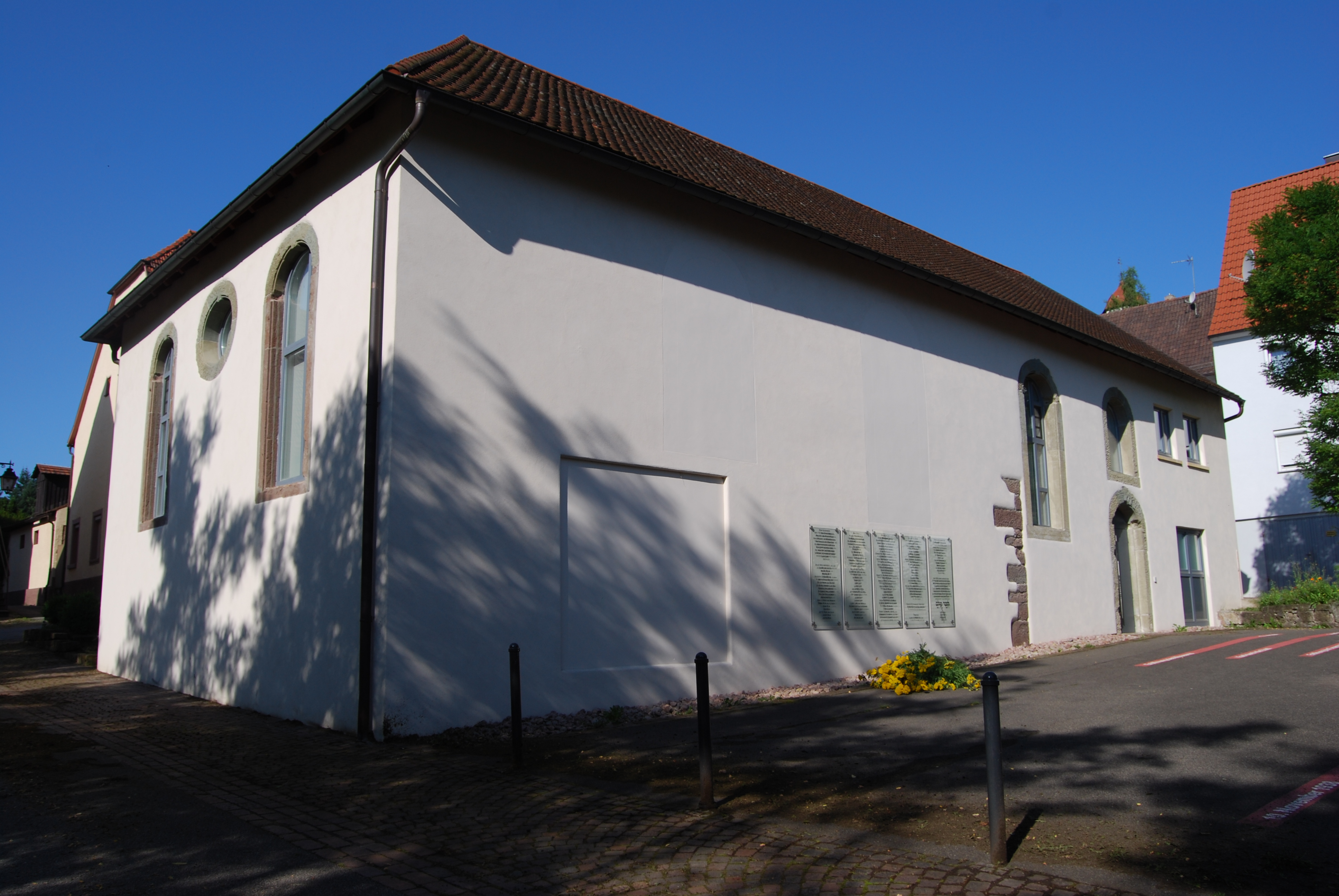
Synagoge Haigerloch (2010)

Durch die Zunahme der Schutzjuden bis 1795 wurde Wohnraum knapp. Aus diesem Grund erlaubte der Fürst den Bau von Wohnungen auf Pachtbasis, das heißt, er überließ den Juden einen Bauplatz und die Juden konnten daraufhin ein eigenes Gebäude errichten. Obwohl die Juden die Gebäude selber finanzieren mussten, blieb der Besitzer der Fürst und mussten die Juden einen jährlichen Bodenzins entrichten. Auf diese Weise entstand in den folgenden Jahren eine ganze Reihe an Gebäuden. 1813 verkaufte jedoch der Fürst einen Teil und 1815 den Rest der Grundstücke auf dem Haag für insgesamt 300 fl (in sechs Jahresraten) an die jüdische Gemeinde. Damit wurde das 100-jährige Erwerbsverbot für Häuser aufgehoben, und die Schutzjuden wurden Eigentümer ihrer Häuser. Weitere Baumaßnahmen folgten im nördlichen Bereichs des Haags, 1850 war die bauliche Entwicklung schließlich praktisch abgeschlossen, denn bis zum Ende des Jüdischen Viertels im Jahr 1942 wurden keine größeren Baumaßnahmen ausgeführt.
Ab etwa 1780 wurde so die Infrastruktur für eine funktionierende jüdische Gemeinde geschaffen. So wurde im Jahr 1783 die Synagoge mit einer Mikwe eingeweiht. 1803 wurde im Haag ein jüdischer Friedhof angelegt. Um 1815 verkaufte der Landesfürst das gesamte Haag an die dortige jüdische Gemeinde. 1820 entstand ein souveränes Rabbinat, 1823 eine Jüdische Elementarschule, 1825 eine Gemeindebackküche und ein Armenhaus. 1844 errichtete die jüdische Gemeinde ein dreigeschossiges Gemeindehaus, mit Wohnraum für den Rabbiner, den jüdischen Lehrer und mit einer Schule. 1885 wurden eine neue Mikwe, eine Metzgerei (Judenmetzig) und ein jüdisch geführtes Gasthaus gebaut.
Bis in die erste Hälfte des 19. Jahrhunderts lebten die Juden unter dem Schutzbrief des Fürsten mit allen Rechten und Pflichten. Im Rahmen der Aufklärung setzte jedoch eine Emanzipation der Juden ein. 1829 forderten die Juden nicht nur eine Verlängerung der Schutzbriefe, sondern die allgemeine Gleichstellung mit den christlichen Mitbürgern.

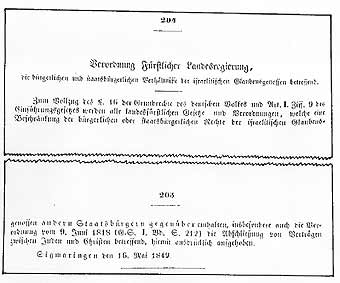
Verordnung der fürstlichen Landesregierung vom 16. Mai 1849

Mit der Verfassung von Hohenzollern-Sigmaringen von 1833 wurde ein erster Schritt in diese Richtung vollzogen. Dort wurde eine Gewissensfreiheit für alle Religionen garantiert. Die Juden erhielten jedoch nicht die vollen staatsbürgerlichen Rechte und das passive Wahlrecht zum Landtag. Erst das „Landesfürstliche Gesetz, die staatsbürgerlichen Verhältnisse der israelitischen Glaubens-Genossen betreffend“ vom 9. August 1838 brachte eine grundlegende Neuordnung. Durch dieses Gesetz wurden die Schutzjuden zu fürstlichen Untertanen. Sie waren damit allen bürgerlichen Gesetzen unterworfen und mussten alle Pflichten und Leistungen wie die christlichen Mitbürger einhalten. Jedoch bescherte erst die Verfassung des Deutschen Reiches, welches in der Frankfurter Paulskirche verabschiedet wurde, vom 28. März 1849 und die daraus resultierende fürstliche Verordnung vom 16. Mai 1849 den Juden eine völlige Gleichberechtigung gegenüber den christlichen Mitbürgern.
Die Übernahme der Fürstentümer Hohenzollern-Hechingen und Hohenzollern-Sigmaringen von Preußen im Jahr 1850 war insofern ein Rückschritt, als in der preußischen Verfassung die christliche Religion zur Staatsreligion wurde und somit den Juden die Staatsämter verwehrt waren. Erst mit dem Gesetz des Norddeutschen Bundes von 1869 wurde erneut eine Gleichstellung der Juden und der Christen vollzogen.

## Zeit des Nationalsozialismus
Am 30. Januar 1933 lebten in Haigerloch 193 Juden, was einem prozentualen Anteil von 14 % der Bevölkerung entsprach. Wie im ganzen Deutschen Reich wurden die Juden auch in Haigerloch zunehmend aus dem öffentlichen Leben verdrängt. Es wurde zwar der Aufruf zum Boykott von jüdischen Geschäften vom 1. April 1933 weitgehend ignoriert, aber in späteren Jahren fand dies auch in Haigerloch Anklang. Die zunehmende Isolierung der Juden im öffentlichen Leben zeigte sich beispielsweise darin, dass die beiden Juden Jakob Hohenemser und Louis Ullmann, welche gewählt im Gemeinderat von Haigerloch ein Mandat hatten, dieses niederlegen mussten. Auch zwei Mitglieder der Freiwilligen Feuerwehr wurden aus dieser gedrängt. Beim Volkstrauertag 1934 wurde das erste Mal der Reichsbund Jüdischer Frontsoldaten nicht zugelassen. Auch in anderen Bereichen kam es zunehmend zu Diskriminierungen. Es fanden willkürliche Verhaftungen von Juden und Einweisungen in Schutzlager statt.
1935 gab es in Haigerloch 39 jüdische Geschäfte, 1938 noch 31, und 13 jüdische Firmen mussten in diesem Jahr aufgelöst werden. Der Viehwirtschaftsverband schloss ab dem Frühjahr 1938 jüdische Viehhändler vom Beruf aus, und im September 1938 verloren die Wandergewerbsscheine ihre Gültigkeit. Damit waren alle jüdischen Viehhändler aus dem Markt gedrängt.
Im März 1938 verlor die jüdische Gemeinde ihren Status als öffentlich rechtliche Körperschaft. Die jüdische Volksschule wurde am 1. Oktober 1939 geschlossen.
Während der Reichspogromnacht vom 9. auf den 10. November 1938 wurde die Synagoge zwar nicht durch Brand zerstört, jedoch nebst mehreren Häusern schwer verwüstet. Die jüdischen Kaufleute und der Lehrer wurden auf Anordnung des Hechinger Landrats Paul Schraermeyer verhaftet, im KZ Dachau inhaftiert und über Wochen festgehalten.
Von 1940 bis August 1942 wurden zahlreiche Juden aus Stuttgart und anderen größeren württembergischen Städten nach Haigerloch umgesiedelt; von hier wurden sie zusammen mit den Juden aus Haigerloch deportiert. Mindestens 84 Juden aus Haigerloch kamen im Holocaust ums Leben. Nach Kriegsende kehrten elf deportierte Juden nach Haigerloch zurück. 1993 wurde ein Gedenkstein aufgestellt. Ende 1999 konnte die Stadt Haigerloch das einstige Synagogengebäude erwerben; nach mehrjährigen Restaurierungsarbeiten wurde es im November 2003 als „Haus der Begegnung“ eingeweiht.